# 枋山鄉

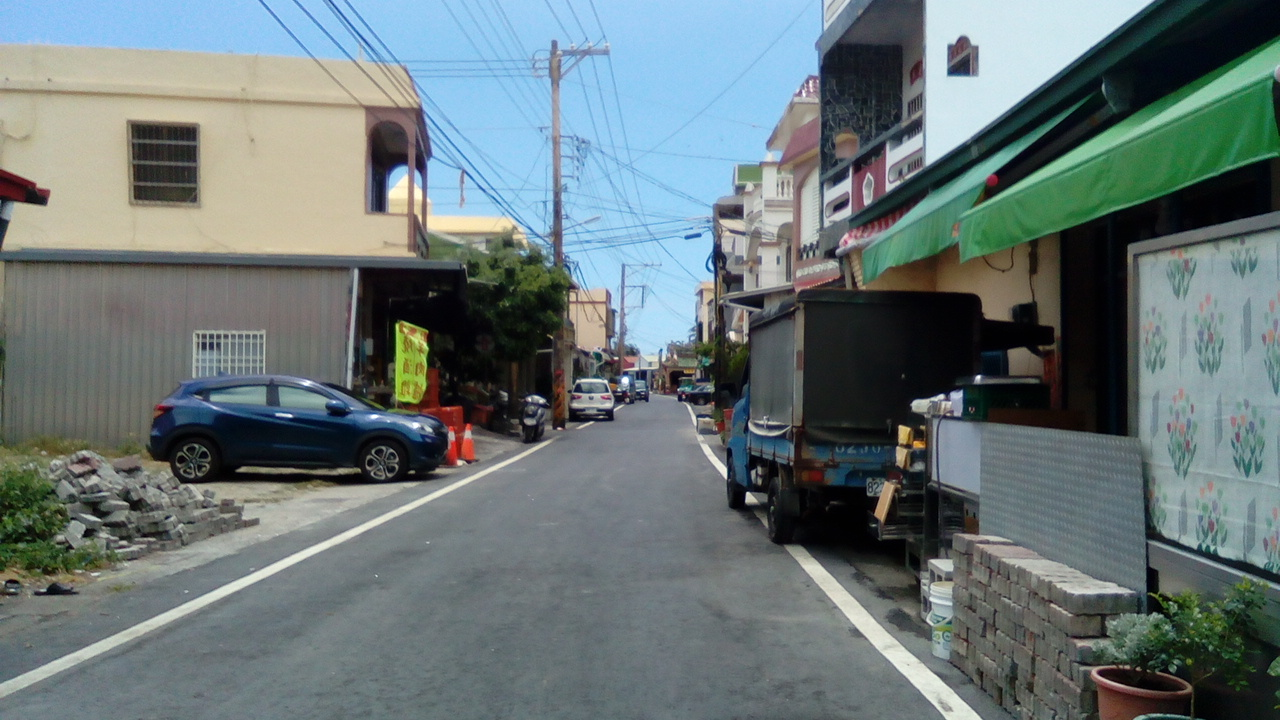
枋山鄉市區

22°15′50″N 120°39′09″E / 22.2640049°N 120.652469°E
枋山鄉（白話字：Pang-soaⁿ-hiong）位於台灣屏東縣西南方沿海，輪廓大致呈魚鰭狀，北臨枋寮鄉，東北端一小段接春日鄉，東邊緊鄰獅子鄉，西濱台灣海峽，南接車城鄉，以壯麗的山巒和優美的海景聞名遐邇，區內多為海岸峭壁，氣候上則屬熱帶季風氣候。
本鄉位處恆春半島之上、中央山脈末段，行政區劃呈現特殊狹長地形，南北長達30公里，東西平均寬度僅約500－1,000公尺，最窄處甚至不到100公尺（僅台1線上安全島至西側海岸），是台灣最狹窄、狹長的鄉鎮市區，由南至北共分成楓港、枋山與加祿三個主要聚落。在墾丁國家公園成立後，成為進入墾丁的重要門戶，另也是第14、15屆中華民國總統蔡英文的故鄉。

## 歷史
枋山鄉在早期為台灣原住民排灣族加祿堂社的故地。此地約在1860年左右才有漢人進入開墾，因為此地有座小山經常發生山崩而命名為「崩崁頭」，後來覺得不雅也不吉利，便採用閩南語諧音「枋山」替代。
1875年，清廷欽差大臣沈葆楨於原屬蕃界的恆春半島設置「恆春縣」，現今的恆春鎮、車城鄉、滿州鄉等地都成了漢人開墾地，為了將上述三地與西部的漢人聚居區連接起來，因此在枋寮到車城的海岸間劃設一條狹長走廊連接（今台1線屏鵝公路
），即為今日的枋山鄉的前身。
日治時期中期的1920年，台灣實施地方改制，以原漢分治的方式於此地設置「枋山」，劃歸高雄州潮州郡管轄。二戰後初期改設高雄縣潮州區枋山鄉，1950年新設屏東縣，改隸至今。

## 人口
根據屏東縣枋寮戶政事務所統計，2024年底枋山鄉戶數約2千戶，人口約5千人，鄉內人口最多與最少的村分別是加祿村與善餘村，2024年底兩村人口分別為2,038人與896人。

## 政治

### 歷任首長
| 任次 | 姓名   | 黨籍       | 備註     |
| ---- | ------ | ---------- | -------- |
| 1    | 黃春輝 |            |          |
| 2    | 黃春輝 |            |          |
| 3    | 黃春輝 |            |          |
| 4    | 王壽淋 |            |          |
| 5    | 王壽淋 |            |          |
| 6    | 洪榮玉 |            |          |
| 7    | 洪山雲 |            |          |
| 8    | 洪山雲 |            |          |
| 9    | 洪清隆 |            |          |
| 10   | 溫義春 |            |          |
| 11   | 溫義春 |            |          |
| 12   | 洪清隆 | 無黨籍     |          |
| 13   | 林耕名 | 中國國民黨 |          |
| 14   | 林耕名 | 無黨籍     |          |
| 15   | 葉有進 | 無黨籍     |          |
| 16   | 溫士源 | 中國國民黨 | 當選無效 |
| 候補 | 周巧雲 | 無黨籍     | 補選     |
| 17   | 洪啓能 | 無黨籍     |          |
| 18   | 洪啓能 | 無黨籍     |          |
| 19   | 羅金良 | 無黨籍     | 現任     |

### 鄉政組織
枋山鄉公所是枋山鄉最高層級的地方行政機關，在中華民國政府架構中為鄉自治的行政機關，同時負責執行縣政府及中央機關委辦事項。枋山鄉的自治監督機關為屏東縣政府。鄉長由全體鄉民直接選舉產生，任期為四年，可連選連任一次。枋山鄉公所並置鄉政會議，為鄉政最高決策機構，在鄉長之下，設有3課3室等6個內部單位及3個附屬機關。
枋山鄉民代表會是枋山鄉的最高民意機關，代表枋山鄉全體鄉民立法和監察鄉政。鄉民代表由公民直選選出，任期為四年，可連選連任。枋山鄉民代表會共有7位鄉民代表，分別為第一選區1席鄉民代表、第二選區3席鄉民代表、第三選區3席鄉民代表，主席、副主席由7位鄉民代表互選產生。

### 行政區

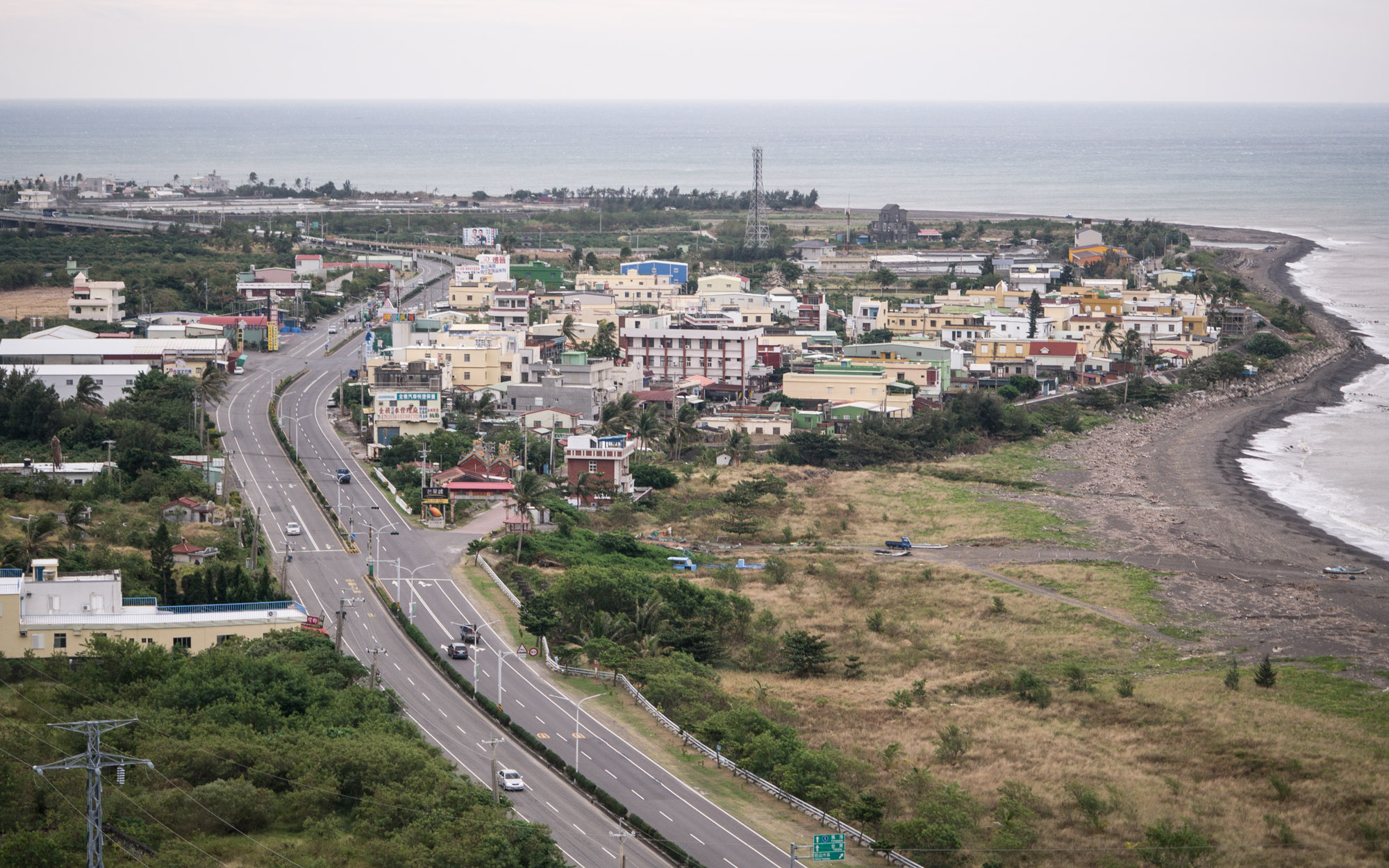
鳥瞰枋山鄉枋山村

現今枋山鄉行政範圍的確立，來自於1920年，日本將臺灣十二廳改為五州二廳，設枋山庄屬高雄州潮州郡。枋山庄轄加祿堂、平埔、南勢湖、枋山、莿桐腳、楓港等6個大字:82。1946年，改為「枋山鄉」，屬高雄縣潮州區:82－83。1950年，調整行政區域，枋山鄉改隸新成立的屏東縣。枋山鄉的行政區劃轄有加祿村、枋山村、善餘村、楓港村等4個村:83，共計63個鄰。
| 枋山鄉行政區劃                  |
| 加 祿 村 枋山村 楓港村 善 餘 村 |

## 廟宇
- 加祿嘉和宮：主祀盧府千歲，創建於1945年，位於加祿村加祿90-2號
- 會社天師府：主祀張府天師，創建於1995年，位於加祿村會社路49-2號
- 嘉和福德宮：主祀福德正神，創建於1923年，位於加祿村嘉和83號
- 枋山代天千歲府：主祀黃府千歲，創建於1959年，位於枋山村國中路29巷13-1號
- 枋山崇德宮：主祀李府先師，創建於1951年，位於枋山村枋山路13號
- 莿桐腳五塊厝鳳安宮：主祀廣澤尊王，創建於1970年，位於枋山村莿桐路168號
- 楓港德隆宮：主祀范府千歲，創建於1926年，位於善餘村德隆1號

## 教育

### 國民中學
- 屏東縣立獅子國民中學

### 國民小學
- 屏東縣枋山鄉楓港國民小學
- 屏東縣枋山鄉加祿國民小學
  - 枋山分校

## 交通

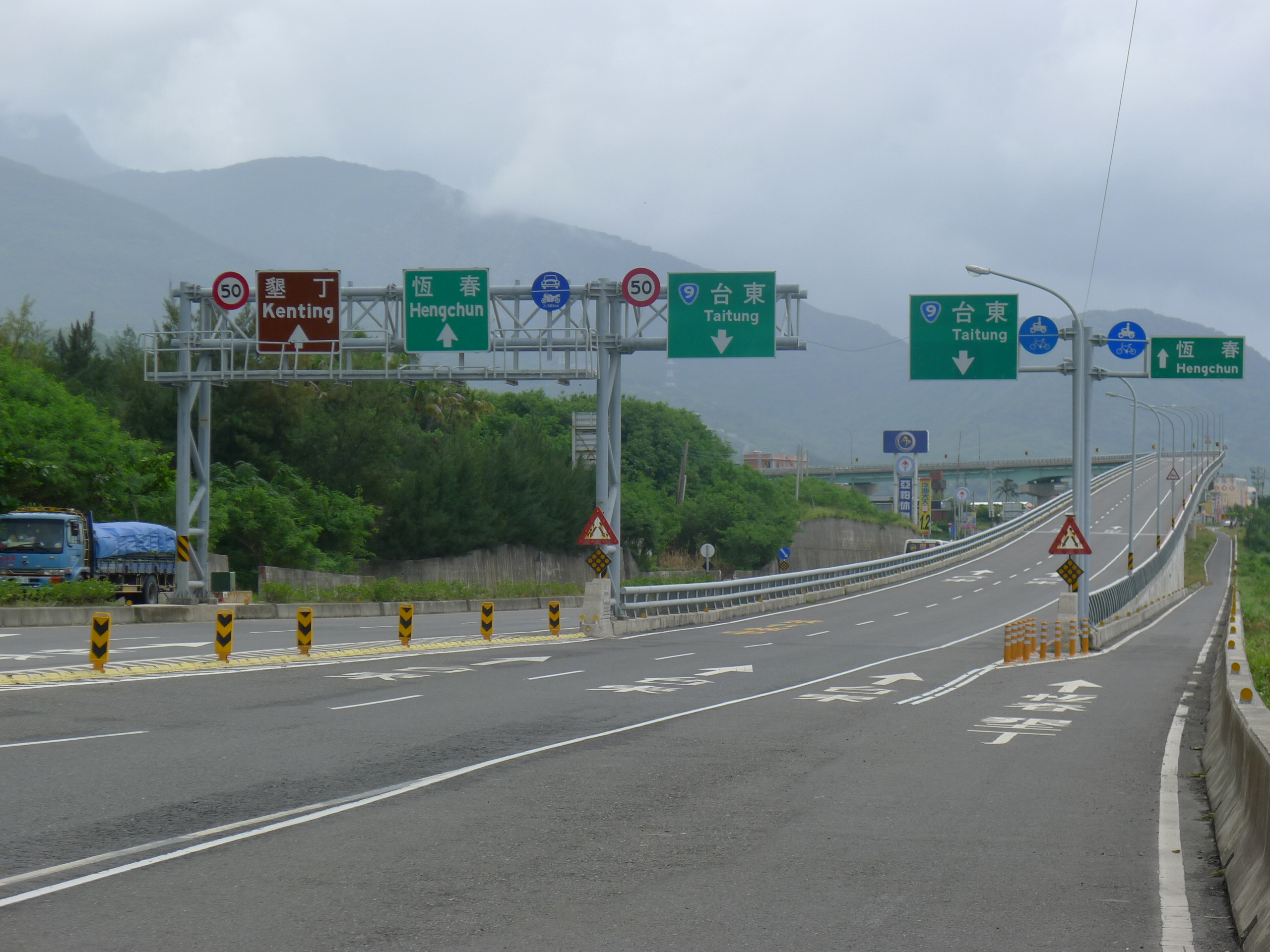
新楓港外環道是台1線與台9線來往之高架道路，因此避開了楓港市區

### 鐵路
臺灣鐵路公司
- 南迴線
  - 加祿車站
  - 嘉和遮體（假隧道）
  - 內獅車站
  - 枋山車站（實際位於獅子鄉）

### 公路
省道

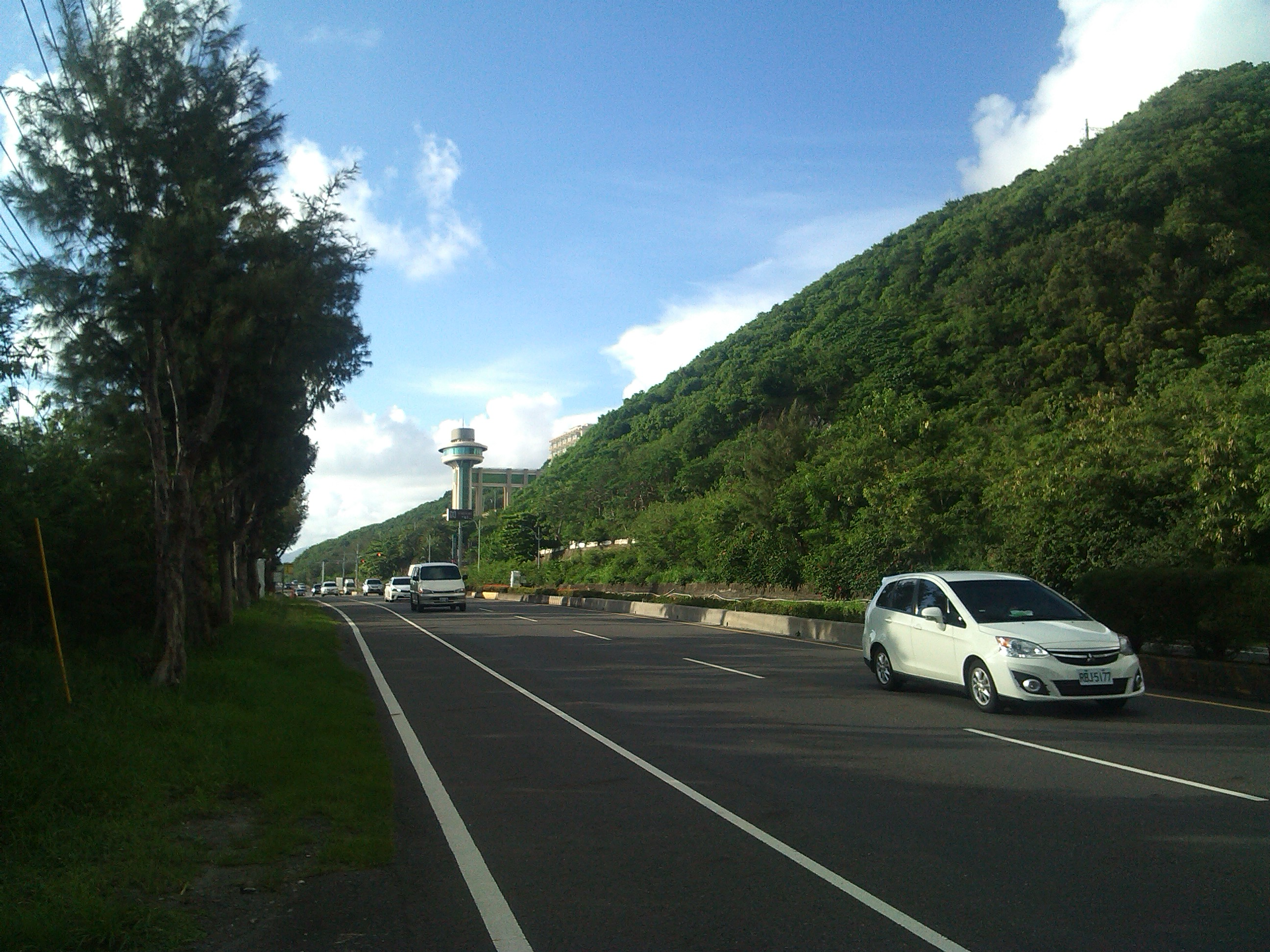
台26線枋山路段，遠處為墾丁H會館以及枋山農民育樂中心

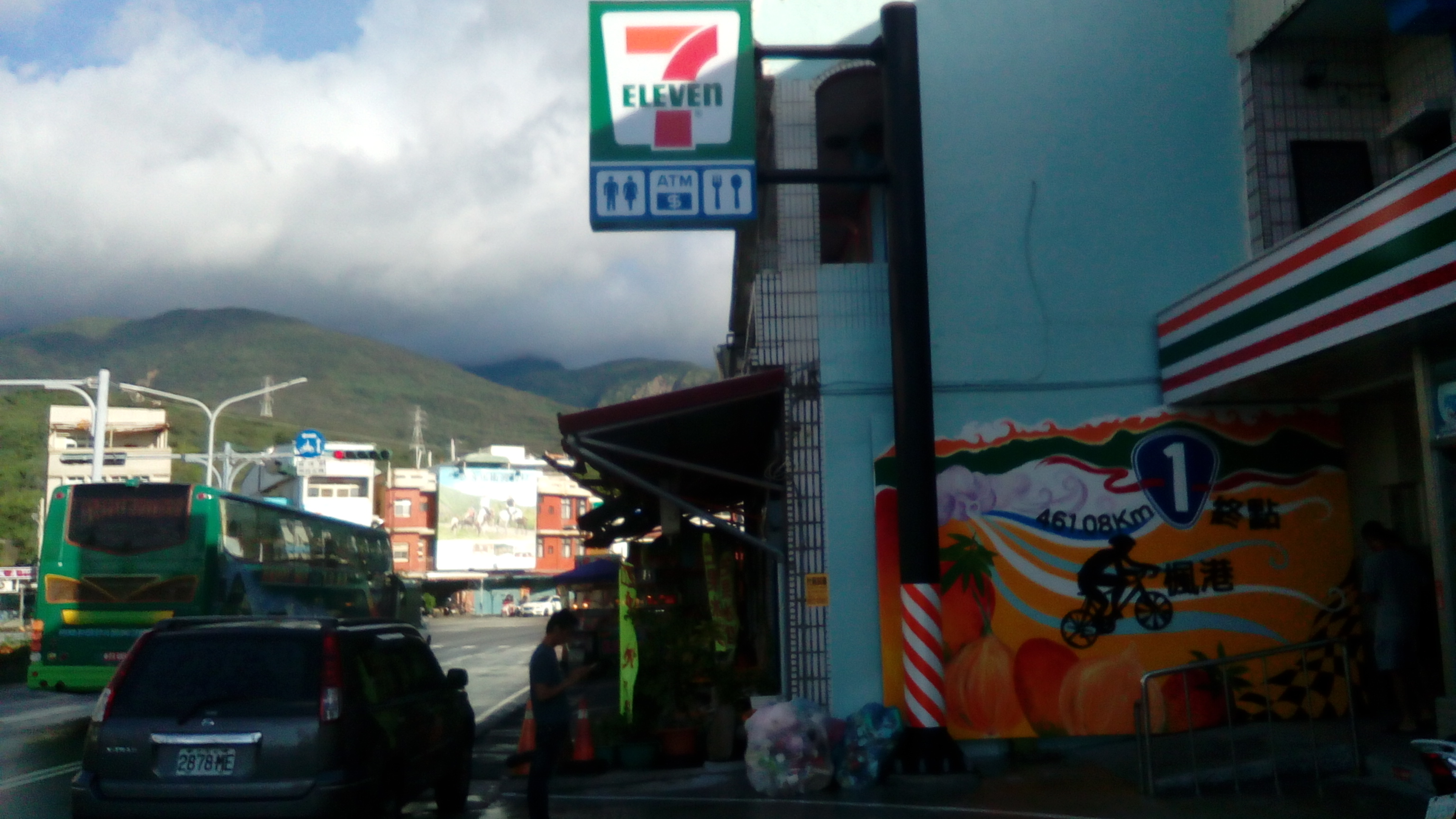
楓港縱貫公路終點之7-11

- 台1線：終點位於楓港，又稱屏鵝公路（北段）。
- 台9線：終點位於楓港，又稱南迴公路。
  - 新楓港外環道
- 台26線：起點位於楓港，屏鵝公路南段。

鄉道
- 屏148線

### 未來
鐵路
臺灣鐵路公司
- 恆春線（規劃中）

公路
- 國道三號（規劃中）

## 旅遊
- 加祿八筒芒果園
- 嘉和遮體
- 枋山遊憩區
- 枋山觀光農園
- 海洋委員會海巡署七里橋服務區
- 恐龍及自強號展示區(原國寶樂園)
- 楓港老街
- 品味軒海灘

## 特產
- 蓮霧
- 愛文芒果
- 洋蔥
- 烤伯勞鳥
- 烤魷魚
- 咖啡
- 日本禿頭鯊

## 外部連結
- 屏東縣枋山鄉公所